# کین تامپسون
کین تامپسون (انگلیسی: Keene Thompson؛ ‏ ۱۵ نوامبر ۱۸۸۵ – ۱۱ ژوئیهٔ ۱۹۳۷) فیلم‌نامه‌نویس اهل ایالات متحده آمریکا بود که مابین سال‌های ۱۹۲۰ تا ۱۹۳۷ میلادی فعالیت داشت.

از فیلم‌هایی که وی در آن‌ها نقش داشته‌است، می‌توان به مهماندار هواپیما، ارابه‌های جنگی، تنها شجاعان و زندگی خصوصی او اشاره نمود.